# Chen Chi-Hsin
Chen Chi-Hsin (陳執信T, 陈执信S, Chén ZhíxìnP; 16 maggio 1962) è un ex giocatore di baseball taiwanese.

## Palmarès

### Olimpiadi
- Argento a Barcellona 1992.